# Rue du Temple
Rue du Temple je ulice v Paříži v historické čtvrti Marais. Nachází se ve 3. a 4. obvod.

## Poloha
Ulice vede od jihu na sever od křižovatky s Rue de Rivoli a končí na Place de la République.

## Historie
Název ulice (Chrámu čili Templu) je odvozena od řádu templářů, kteří se v polovině 13. století usídlili za městskými hradbami, kde vybudovali rozsáhlý komplex.
Ve své současné podobě vznikla Rue du Temple ministerskou vyhláškou z 18. února 1851 spojením následujících ulic:
- Rue du Temple mezi křižovatkami ulic Rue Michel-le-Comte / Rue des Vieilles-Haudriettes a Boulevard Saint-Martin / Boulevard du Temple
- Rue Sainte-Avoie křižovatkami ulic Rue Saint-Merri / Rue Sainte-Croix-de-la-Bretonnerie a Rue Michel-le-Comte / Rue des Vieilles-Haudriettes
- Rue Barre-du-Bec mezi Rue de la Verrerie a Rue Saint-Merri / Rue Sainte-Croix-de-la-Bretonnerie
- Rue des Coquilles mezi tehdejší Rue de la Tixéranderie (Rue de Rivoli) a Rue de la Verrerie.

## Zajímavé objekty
- dům č. 17: na jeho místě se nacházel vstup do paláce Bertranda du Guesclin (1320–1380)
- dům č. 22: bývalý palác, který vlastnil markýz de la Maisonfort (1718) poté Canet du Guy (1752)
- dům č. 24: věž na rohu ulic s Rue Sainte-Croix-de-la-Bretonnerie pochází z roku 1610
- dům č. 25: na rohu s Rue Saint-Merri má basreliéf chráněný jako historická památka
- dům č. 41: bývalý hostinec Aigle d'Or byl v 19. století stanicí dostavníků. Dochovalo se schodiště z doby Ludvíka XIII. Na nádvoří s fasádami chráněnými jako historická památka se nachází Café de la Gare.
- dům č. 43: palác ze 16. století má chráněnou fasádu. Dochovalo se schodiště z doby Jindřicha IV.
- dům č. 57: palác si nechal postavit dodavatel zbraní Maximilien Titon (1632–1711)
- domy č. 60, 62–69, 71: na jejich místě se nacházela Porte du Temple v hradbách Filipa II. Augusta.
- dům č. 62: vstup do Passage Sainte-Avoie. V místě se nacházel palác hôtel Neuf-de-Montmorency. V roce 1567 zde zemřel konetábl Anne de Montmorency. V roce 1716 zde bankéř John Law otevřel svou první banku. Palác byl zbořen v 19. století vybudováním Rue Rambuteau.
- dům č. 66: starý dům
- dům č. 69: starý dům
- dům č. 70: na rohu s Rue de Braque se nachází hôtel de Testars
- dům č. 71: hôtel de Saint-Aignan nechal postavit v letech 1645–1650 finančník Claude de Mesmes (1595–1650). V roce 1680 palác získal vévoda de Saint-Aignan. Paul de Beauvilliers ho nechal přestavět roku 1691. Za Francouzské revoluce se stal národním majetkem a v letech 1800–1823 sloužil jako radnice bývalého 7. obvodu. Sídlí v něm Musée d'art et d'histoire du judaïsme.
- dům č. 72: původně restaurace Sainte-Avoye, jejíž vývěsní štít je stále viditelný.
- dům č. 73: starý dům
- dům č. 75: starý dům
- dům č. 77: dům ze 17. století
- dům č. 79: hôtel de Montmor (1623) pokladníka Jeana Haberta de Montmor. Jeho syn Henri Louis Habert de Montmor (1600–1679), přítel Marie de Sévigné zde bydlel od roku 1643. V roce 1751 palác získal správce daní Laurent Charron (1706–1769).
- dům č. 81: starý dům
- dům č. 84: dům s maskarony
- dům č. 86: dům s lomenicemi, kde se během velkého století nacházel kabaret La Croix Blanche
- dům č. 88: starý dům
- dům č. 90: starý dům
- dům č. 108: původně zde stál Salle Léger, kde se na konci 19. století konaly politická setkání.
- dům č. 122 (původně č. 40): v letech 1814–1819 zde žil s rodiči Honoré de Balzac
- domy č. 178–207: nacházela se zde druhá Porte du Temple v hradbách Karla V.
- dům č. 195: kostel svaté Alžběty Uherské